# Aristide de Thèbes
Pour les articles homonymes, voir Aristide et Aristeidès.
Aristide de Thèbes (ou Aristeidès, en grec ancien Ἀριστείδης) est un peintre grec de Thèbes du IVe siècle av. J.-C.
Aucune de ses peintures n'a été conservée.

## Histoire
Après l'École de Sicyone représentée par Pausias, naît en Béotie une autre école de peinture dont l'éclosion semble avoir coïncidé avec la grandeur éphémère de Thèbes, sous Épaminondas, vers la fin du IVe siècle av. J.-C. Cette école, confondue avec la nouvelle École athénienne, peut être désignée par le nom d'École thébano-attique. Celui qui représente le mieux cette école est Aristide de Thèbes. 
Il a pour maîtres son père Nicomachos et un certain Euxénidas, contemporain de Parrhasios et de Timanthe. Il a pour principal disciple Euphranor de Corinthe, à la fois peintre et sculpteur.
Il se rend célèbre par sa façon de peindre les affections de l'âme et les coloris utilisés excellaient à traduire les passions. Les tableaux d'Aristide étaient réputés très expressifs.
On lui attribue l'invention de la peinture à la cire.
Attale II, roi de Pergame, porte un grand intérêt personnel pour les tableaux d'Aristide qu'il acquiert à grand prix.

## Œuvres
- Mère blessée avec son enfant ; quand Alexandre le Grand s'empare de Thèbes, en 334, il fait apporté ce tableau à Pella, sa capitale.
- Le malade ; le roi de Pergame, Attale, achète ce tableau cent talents[1]
- Suppliant ;  Pline l'Ancien nous dit que ce tableau est si expressif qu'il semble qu'on l'entend parler[1]
- Chasseurs et gibier
- Combat contre les Perses
- Liber Pater ; le roi Attale II achète 600 000 sesterces ce tableau. L. Mummius, étonné du prix, rompt le marché et place le tableau dans le temple de Cérès à Rome[3].